# Concert du nouvel an 1946 à Vienne
Le concert du nouvel an 1946 de l'orchestre philharmonique de Vienne, qui a lieu le 1er janvier 1946, est le 6e concert du nouvel an donné au Musikverein, à Vienne, en Autriche. Il est dirigé par le chef d'orchestre autrichien Josef Krips, et ce pour la première fois.
Johann Strauss II y est toujours le compositeur principal, mais son frère Josef est aussi au programme avec quatre pièces, ainsi que leur père Johann qui fait son entrée avec sa célèbre Marche de Radetzky.
Quatre pièces sur les seize au total sont jouées pour la première fois au concert du nouvel an. Par ailleurs, trois œuvres, bissées par le public, sont interprétées deux fois de suite.

## Programme

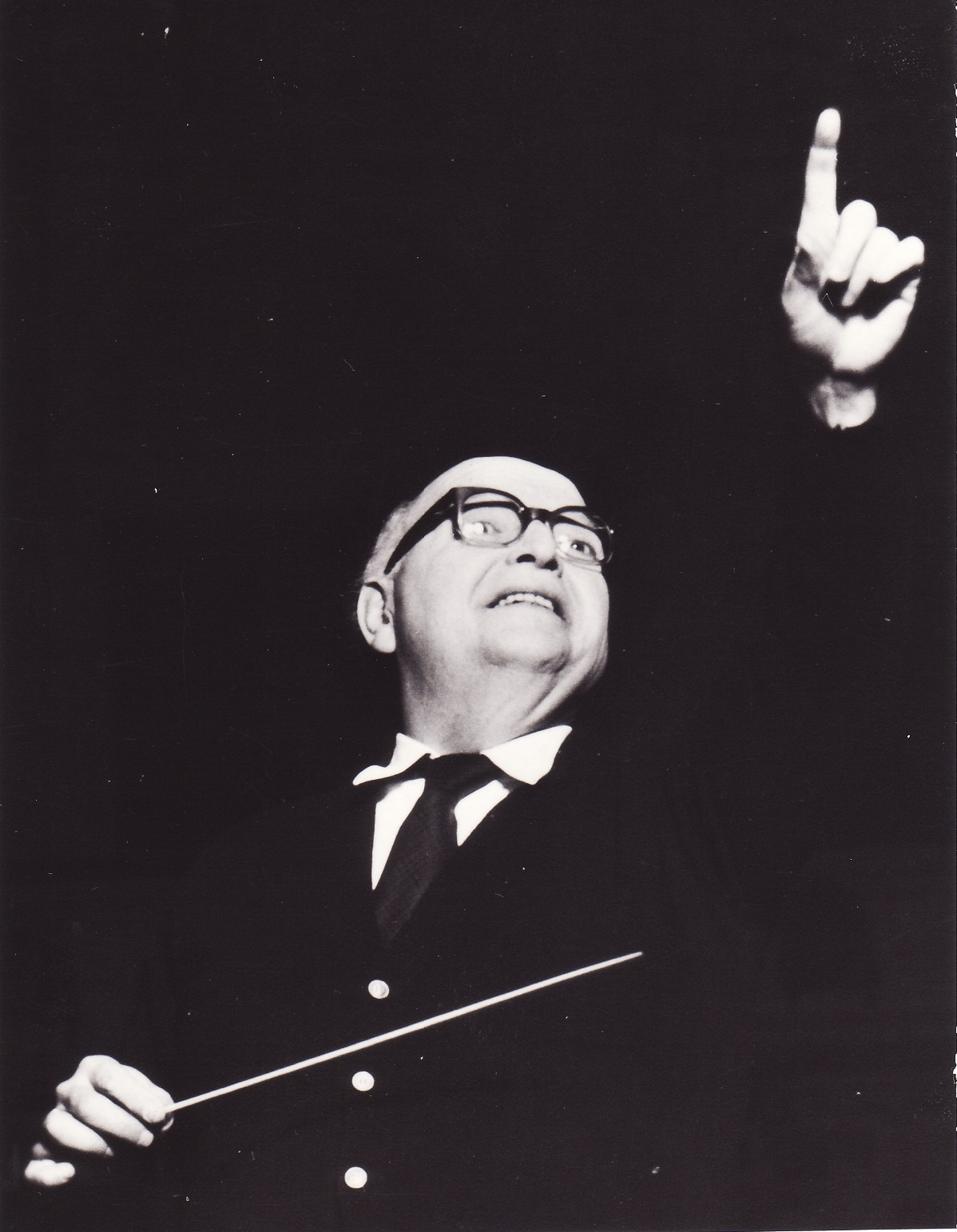
Le chef Josef Krips

Les pièces suivies d'un astérisque (*) sont jouées pour la première fois.
1. Johann Strauss II : ouverture de l'opérette Indigo und die 40 Räuber
2. Johann Strauss II : Accelerationen, valse, op.234*
3. Johann Strauss II : I-Tipferl-Polka, polka française. op. 377
4. Johann Strauss II : Tritsch-Tratsch-Polka, polka rapide, op. 214[1]
5. Josef Strauss : Aquarellen, valse, op. 258*
6. Johann Strauss II : Persischer Marsch, marche, op. 289*
7. Josef Strauss : Verliebte Augen, polka française, op. 185
8. Johann Strauss II : Unter Donner und Blitz, polka rapide, op. 324[1]
9. Johann Strauss II : ouverture de l'opérette Cagliostro in Wien*
10. Josef Strauss : Delirien-Walzer, valse, op. 212
11. Josef Strauss : Jokey-Polka, polka rapide, op. 278
12. Johann Strauss II et Josef Strauss : Pizzicato-Polka, polka
13. Johann Strauss II : Vergnügungszug, polka rapide, op. 281
14. Johann Strauss II : Roses du Sud, valse, op. 388
15. Johann Strauss : Marche de Radetzky, marche, op. 228[1]
16. Johann Strauss II : Le Beau Danube bleu, valse, op. 314

Les compositeurs joués
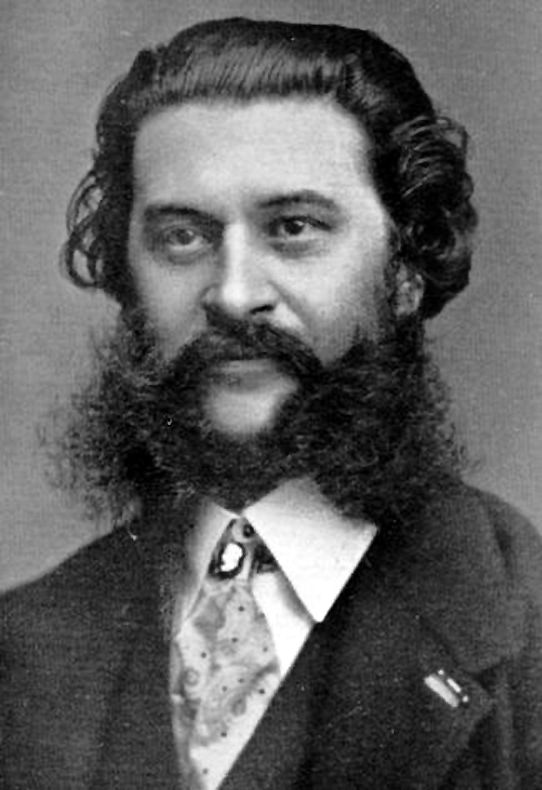
Johann Strauss (fils)
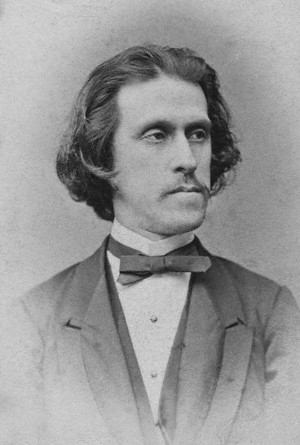
Josef Strauss
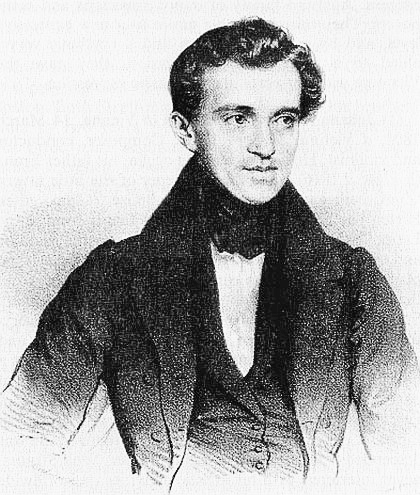
Johann Strauss (père)